# Notacja Barkera
Notacja Barkera zwana też notacją Oracle używana jest w modelowaniu diagramów związków encji. Notacja wprowadzona i opracowana została około 1986 roku, przez zespół który tworzyli Richard Barker, Ian Palmer, Harry Ellis oraz pracowników CACI. Notacja wzorowana była na wcześniej opracowanej notacji kruczej stopki, w której związki "do wielu" oznaczone był rysunkiem przypominającym trójpalczastą stopę ptaka, a gdy Barker dołączył do Oracle, metodę tę rozpropagowano jako studium przypadku w seriach książek. W notacji tej w odróżnieniu od notacji Martina/IE związki wymagalne oznacza się ciągłą linią związków, natomiast opcjonalne (niewymagalne) - przerywaną.